# 스베틀라나 홋첸코바
스베틀라나 홋첸코바(러시아어: Светлана Ходченкова Svetlana Khodchenkova[*], 1983년 1월 21일 ~ )는 러시아의 배우이다. 러시아 외에서는 《팅커 테일러 솔저 스파이》, 《더 울버린》 출연으로 알려져 있다.

## 작품 목록
- 누르보이 킬로미터 (2007)
- 리틀 모스크바 (2008)
- 러브 인 더 빅 시티 (2009)
- 러브 인 더 빅 시티 2 (2010)
- 팅커 테일러 솔저 스파이 (2011)
- 메트로: 마지막 탈출 (2013)
- 더 울버린 (2013) - 바이퍼 역
- 러브 인 더 빅 시티 3 (2013)
- 바이킹: 왕좌의 게임 (2016)
- 도블라토프 (2018)